# Gazeta de Sud
Gazeta de Sud este un cotidian regional din România. Ziarul se distribuie în toate cele 5 județe din Oltenia.